# Estelle Ceulemans
Estelle Ceulemans (ur. 12 lutego 1970 w Rocourt) – belgijska działaczka związkowa, urzędniczka i polityczka, sekretarz generalna brukselskiego oddziału Powszechnej Federacji Pracy Belgii, deputowana do Parlamentu Europejskiego X kadencji.

## Życiorys
Absolwentka nauk o pracy, uzyskała również dyplom DES z zarządzania personelem. Związana z francuskojęzyczną Partią Socjalistyczną. Pracowała w gabinetach ministrów Laurette Onkelinx, Freyi Van den Bossche i Rudy’ego Demotte. Zaangażowana także w działalność związkową w ramach Powszechnej Federacji Pracy Belgii (FGTB/ABVV). Kierowała służbą badawczą federacji, pełniła funkcję sekretarza, a także zajmowała stanowisko dyrektora do spraw usług związkowych. W 2018 została sekretarzem federalnym oddziału organizacji w Regionie Stołecznym Brukseli. Zajęła się również prowadzeniem wykładów na Université Libre de Bruxelles.
W wyborach europejskich w 2024 z ramienia PS uzyskała mandat posłanki do PE X kadencji.